# 紺野キタ
紺野 キタ（こんの キタ）は、日本の漫画家。
1991年、『コミック・モエ』（MOE出版発行・偕成社発売）掲載の「見えない地図」で活動開始。同人活動ではBL作品を執筆しつつ、『コミックFantasy』（偕成社）などに作品を発表。『Webスピカ』（幻冬舎コミックス）で『つづきはまた明日』を連載。

## 作品

### 単行本、連載作
- ひみつの階段（1995年 - 1998年、偕成社コミックFantasy12,14,16-18,20-26号連載、12話、全2巻）
  - ひみつの階段 1 1997年02月 ISBN 978-4-030-14460-6 偕成社 ファンタジーコミック A5判
  - ひみつの階段 2 1998年07月 ISBN 978-4-030-14470-5 偕成社 ファンタジーコミック A5判
  - ひみつの階段 1 2002年04月 ISBN 978-4-591-07206-6 ポプラ社 POPLARコミックス A5判
  - ひみつの階段 2 2002年11月 ISBN 978-4-591-07421-3 ポプラ社 POPLARコミックス A5判
  - ひみつの階段 1 2009年08月 ISBN 978-4-591-11109-3 ポプラ社 PIANISSIMO COMICS B6判
  - ひみつの階段 2 2009年08月 ISBN 978-4-591-11110-9 ポプラ社 PIANISSIMO COMICS B6判

それぞれで収録作が異なっている。2009年のポプラ社版2巻には、ひみつのドミトリー収録作が含まれる。
2012年05月にCOMITIA100にて同人誌「ひみつの階段 reunion」が販売される。
- ひみつのドミトリー（全1巻）
  - ひみつのドミトリー 乙女は祈る 2000年11月 ISBN 978-4-591-06623-2 ポプラ社 POPLARコミックス

コミックFantasy24-26号連載分のひみつの階段シリーズを収録。
- あかりをください（ソニー・マガジンズ きみとぼく2000年3月号、5月号連載、全2話、全1巻）
  - 2001年07月 ISBN 978-4-789-78367-5 ソニー・マガジンズ ソニー・マガジンズコミックス きみとぼくCOLLECTION
  - 2002年12月 ISBN 978-4-344-80180-6 幻冬舎 バーズコミックス ガールズコレクション

表題作等を収録した短篇集。発刊社により収録作が異なる。
- 夜の童話（全1巻）
  - 2001年05月 ISBN 978-4-591-06843-4 ポプラ社 POPLARコミックス
  - 2010年03月24日 ISBN 978-4-344-81911-5 幻冬舎コミックス バーズコミックス ガールズコレクション

同人誌で販売された表題作等を収録した短篇集。発刊社により収録作が異なる。
- Cotton（全1巻）
  - 2003年10月 ISBN 978-4-591-07879-2 ポプラ社 POPLARコミックス
  - 2010年04月24日 ISBN 978-4-344-81934-4 幻冬舎コミックス バーズコミックス ガールズコレクション

2000年から2002年に同人誌で販売された表題作等を収録。発刊社により収録作が異なる。
- 知る辺の道（スピカ2004年掲載、全1巻）
  - 2005年01月24日 ISBN 978-4-344-80482-1 幻冬舎コミックス バーズコミックス ガールズコレクション

表題作等を収録した短篇集。
- 1リットルの涙（描き下ろし、幻冬舎コミックス、2005年12月、全1巻） - KITA名義
- Dark Seed（Webスピカ2006年2月号 - 2008年連載、全3巻）
  1. 2006年08月24日 ISBN 978-4-344-80786-0 幻冬舎コミックス バーズコミックス ガールズコレクション
  2. 2007年04月24日 ISBN 978-4-344-80984-0
  3. 2008年03月24日 ISBN 978-4-344-81264-2
- つづきはまた明日（Webスピカ:2008年6月号 - 2012年6月号、Comicスピカ：2012年No.11 - 2013年4月号（No.17）連載、全4巻）
  1. 2009年02月24日 ISBN 978-4-344-81568-1 幻冬舎コミックス バーズコミックス ガールズコレクション
  2. 2010年02月24日 ISBN 978-4-344-81885-9
  3. 2011年09月26日 ISBN 978-4-344-82311-2
  4. 2013年04月24日 ISBN 978-4-344-82807-0
- カナシカナシカ（2010年12月号 - 2011年10月号、ウィングス連載、全1巻）
  - 2011年10月25日 ISBN 978-4-403-62126-0 新書館 ウィングス・コミックス
- 猫屋敷博士と助手（おとなのねこぱんち 花(第4号)(2010年4月1日)、風(第5号)(2010年12月1日)連載）
- 女の子の設計図（ピュア百合アンソロジー ひらり、 vol.6(2011年12月23日)－Vol.8(2012年7月28日)連載、全3話、全1巻）
  - 2013年03月30日 ISBN 978-4-403-67140-1 新書館 ひらり、コミックス
- Lily lily rose（2016年 - 2019年、幻冬舎、全2巻）

### 読切
- 見えない地図（偕成社 コミック・モエ No.10(1991年12月)）－『ひみつの階段1(偕成社版)』に収録。
- 白日夢（偕成社 コミックFantasy 5号(1993年8月)）－『ひみつの階段1(偕成社版)』に収録。
- 君が降りてくる日（偕成社 コミックFantasy 9号(1994年8月)）－『ひみつの階段1(偕成社版)』に収録。
- パルス（偕成社 コミックFantasy 11号(1995年2月)）－『ひみつの階段1(偕成社版)』に収録。
- 庭の小鳥（偕成社 コミックFantasy 13号(1995年8月)）－『ひみつの階段1(偕成社版)』に収録。
- 花の咲く細道（偕成社 コミックFantasy 15号(1996年2月)）
- 夢売り（偕成社 コミックFantasy 15号(1996年2月)）－『ひみつのドミトリー』に収録。
- 王子さまがやってきた（偕成社 コミックFantasy 19号(1997年2月)）－『ひみつの階段2(偕成社版)』に収録。
- 森を抜ける道－『ひみつのドミトリー』に収録。
- Exile－『ひみつのドミトリー』に収録。
- 人魚の骨（ソニー・マガジンズ きみとぼく(?号)） －『あかりをください』に収録。
- みあげてごらん（ソニー・マガジンズ きみとぼく(?号)） －『あかりをください』に収録。
- ビューティフル・デイズ（コミックアイズ 1999年11月30日増刊号「夢みる結婚」掲載） －『あかりをください』に収録。
- en reve アン・レーブ（幻冬舎 Wall Flower No.4((2002年2月)） －『あかりをください(幻冬舎版)』に収録。
- under the rose（マガジン・マガジン 百合姉妹 Vol.1(2003年6月28日)） －『百合姫Selection』『Cotton(幻冬舎版)』に収録。
- いずこともなく（マガジン・マガジン 百合姉妹 Vol.2(2003年11月28日)）－『百合姫Selection』『日曜日に生まれた子供』に収録。
- 昼下がりの…（マガジン・マガジン 百合姉妹 Vol.3(2004年4月27日)）－『百合姫Selection』『日曜日に生まれた子供』に収録。
- おんなのからだ（一迅社 コミック百合姫 2011年1月号） － 『女の子の設計図』に収録。
- li'l flowers（Comicスピカ No.1(2011年10月28日)、No.12(2012年9月26日)掲載） － 『つづきはまた明日』4巻に収録。
- Golden Circles（幻冬舎 Comicスピカ No.5(2012年2月28日)）
- 花無垢（集英社 Cocohana 2012年7月号）
- 天使の匙かげん（集英社 月刊YOU 2012年7月号）
- wicca（新書館 ウィングス 2012年12月号） － 『女の子の設計図』に収録。
- 少年（新書館 ピュア百合アンソロジー ひらり、 vol.9(2012年11月30日)） － 『女の子の設計図』に収録。
- knock on wood（集英社 月刊YOU 2013年1月号）

### BL作品
- 夜を訪なうもの（大洋図書 CRAFT vol.7(2000年11月)）－『田園少年』に収録。
- 夜桜少年（大洋図書 CRAFT）－『田園少年』に収録。
- Top Of The World（大洋図書 CRAFT）－『田園少年』に収録。
- カエルの王子様（大洋図書 CRAFT）－『田園少年』に収録。
- 田園少年（大洋図書 CRAFT）（大洋図書）
  - 2001年09月、ISBN 978-4813008668、CRAFTコミックス
- 告白（大洋図書 CRAFT）－『SALVA ME』に収録。
- 小泉くんと愉快な仲間たち（大洋図書 CRAFT）－『SALVA ME』に収録。
- とてもじゃないけどみつからい（大洋図書 CRAFT）－『SALVA ME』に収録。
- めばえ（大洋図書 CRAFT）－『SALVA ME』に収録。
- 天使も踏むを恐れるところ（大洋図書 CRAFT vol.21-vol.22）－『SALVA ME』に収録。
- SALVA ME（大洋図書 CRAFT）
  - 2004年11月01日、ISBN 978-4813009849、ミリオンコミックス
- 日曜日に生まれた子供（CRAFT vol.25(2005年07月19日)、大洋図書）
  - 2009年03月28日、ISBN 978-4813051800、ミリオンコミックス
- オリーヴの小枝（大洋図書 CRAFT）－『日曜日に生まれた子供』に収録。
- 森の郵便配達人（大洋図書 CRAFT）－『日曜日に生まれた子供』に収録。
- 先生のとなり（大洋図書 CRAFT）－『日曜日に生まれた子供』に収録。
- はるくさふゆなみ（大洋図書 CRAFT vol.40(2009年04月18日)、vol.42(2009年10月19日)）
- 貴様と俺（白泉社 花丸漫画 vol.2(2011年10月28日)－No.8(2013年4月26日)連載、全6話＋番外編1話)

### 小説の挿絵
- ルームメイト薫くん（野原野枝実）、偕成社、Kノベルズ
  1. 恋したら危機(クライシス)!、1993年10月、ISBN 978-4037908706
  2. 修学旅行で危機(クライシス)!、1993年12月、ISBN 978-4037908805
  3. 嫉妬したら危機(クライシス)! 、1994年02月、ISBN 978-4037908904
- 天使製造法（伊吹巡）、1997年08月、ISBN 978-4847032448、ワニブックス、KIRARA NOVELS
- 再生のとき（飯田雪子）、1999年03月、ISBN 978-4939073083、プランニングハウス、ファンタジーの森
- ねむる保健室 羽鳥中学十三不思議（浩祥まきこ）、1999年06月03日、ISBN 978-4086146036、集英社、コバルト文庫
- 弾け!フリント・ロック（大平恵子）、ポプラ社、ティーンズミステリー文庫
  1. 極光のリボン、2000年05月、ISBN 978-4591064405
  2. ねらわれた月虹シャトル、2000年09月、ISBN 978-4591065693
- とつぜんランナウェイ（小高宏子）、2000年07月、ISBN 978-4591065228、ポプラ社、ティーンズミステリー文庫
- 真昼の星（藍川晶子）2001年12月、ISBN 978-4062595179、講談社、講談社X文庫ティーンズハート
- 恋愛時間（木原音瀬）、2002年01月01日、ISBN 978-4872788853、オークラ出版、アイス文庫
- 人魚の見た夢（藍川晶子）、2002年09月、ISBN 978-4062595278、講談社、講談社X文庫ティーンズハート
- 神さまに言っとけ（榎田尤利）、2003年11月、ISBN 978-4813010142、大洋図書、SHY NOVELS
- 勿忘草の咲く頃に（沖原朋美）2004年06月、ISBN 978-4086004374、集英社、コバルト文庫
- 逢うときは、いつも恋人（神奈木智）2005年4月9日、ISBN 978-4415088785、成美堂出版、クリスタル文庫
- 8年目の約束（うえだ真由）2005年07月15日、ISBN 978-4344806030、幻冬舎、幻冬舎ルチル文庫
- さよならヘブン（榊花月）2006年05月16日、ISBN 978-4344807655、幻冬舎、幻冬舎ルチル文庫
- 花芽と狼（須和雪里）、2009年10月19日、ISBN 978-4883863754、蒼竜社、Holly NOVELS
- 文殊丸（須和雪里）、2010年02月27日、ISBN 978-4883863792、蒼竜社、Holly NOVELS
- 弓張月 天桃山綺譚（須和雪里）、2010年8月27日、ISBN 978-4883863853、蒼竜社、Holly NOVELS
- 学園祭前夜 青春ミステリーアンソロジー、2010年10月25日、ISBN 978-4840135658、メディアファクトリー、MF文庫ダ・ヴィンチ － カバーイラストを担当。
- 永遠の昨日（榎田尤利）、2010年11月16日、ISBN 978-4592862734、白泉社、花丸ノベルス